# Oskar Keymer

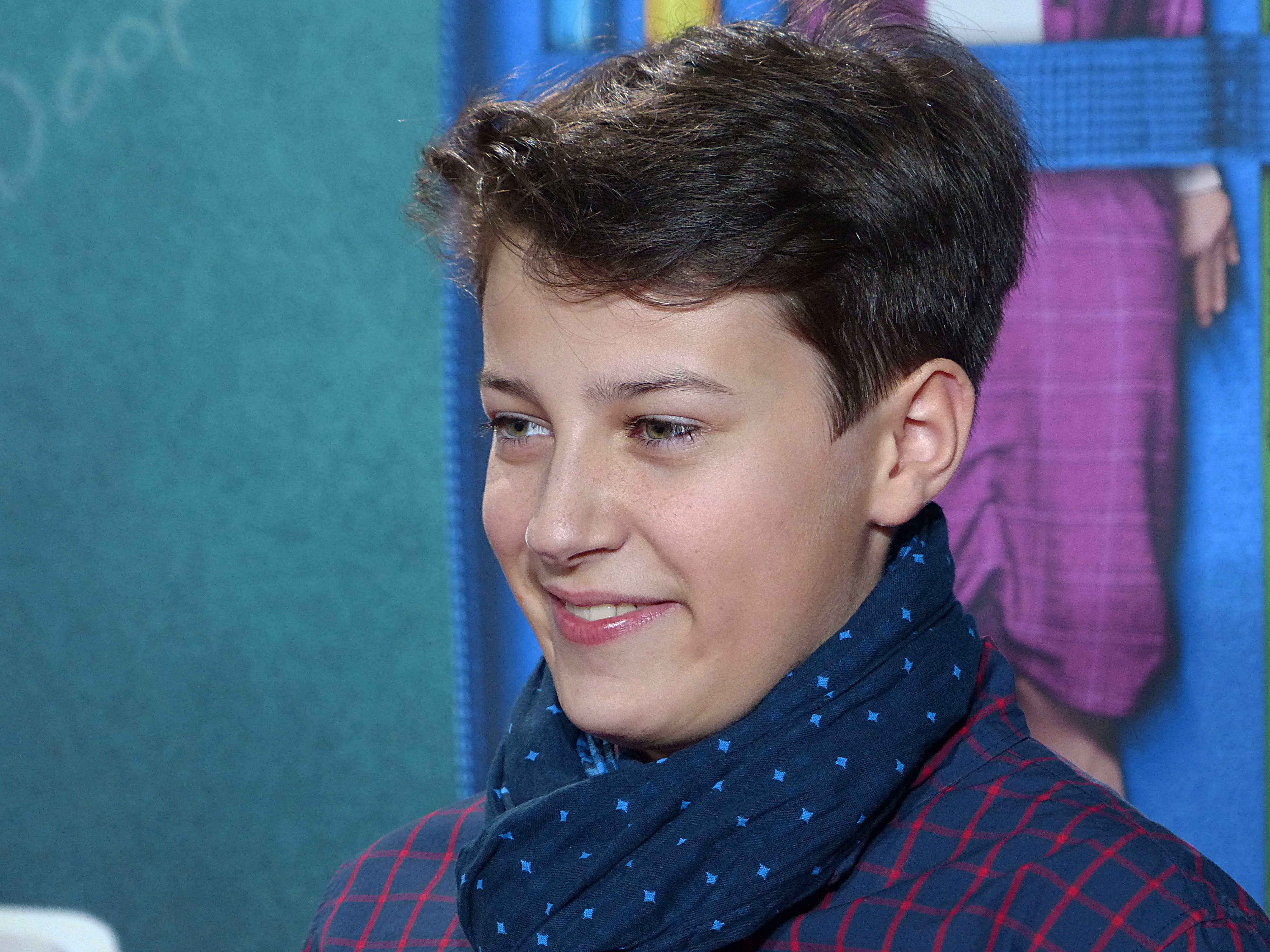
Oskar Keymer (2015)

Oskar Keymer (* 6. November 2003 in Köln) ist ein deutscher Schauspieler.

## Leben und Karriere
Er wurde 2003 geboren und lebt mit seiner Familie in Kerpen. Er nahm von seinem 12. bis zum 14. Lebensjahr an Schauspielworkshops teil. 2012 hatte er einen ersten Auftritt in der Bülent Ceylan Show. Es folgten Rollen in Werbespots, unter anderem für McDonald’s und Mattel sowie Gastrollen in Fernsehserien. 2014 erhielt Keymer die Hauptrolle des Felix in der Kinderbuchverfilmung Hilfe, ich hab meine Lehrerin geschrumpft. 2016 war er an der Seite von Emma Schweiger in einer Hauptrolle in dem Kinderfilm Conni & Co zu sehen, 2017 in dessen Fortsetzung Conni & Co 2 – Das Geheimnis des T-Rex.
Seit Herbst 2022 ist Keymer Mitglied der Deutschen Filmakademie.

## Filmografie (Auswahl)
- 2012: Hotel 13 (Fernsehserie)
- 2012: Westen
- 2013: Verbotene Liebe (Fernsehserie)
- 2013: Heldt (Fernsehserie, 2 Folgen)
- 2013: Knallerfrauen (Fernsehserie)
- 2013: Without Sunlight (Kurzfilm)
- 2014: Weisse Steine
- 2014: Nächstenliebe (Kurzfilm)
- 2015: Hilfe, ich hab meine Lehrerin geschrumpft
- 2016: Conni & Co
- 2017: Conni & Co 2 – Das Geheimnis des T-Rex
- 2018: Hilfe, ich hab meine Eltern geschrumpft
- 2019: Die drei !!!
- 2020: Heldt (Fernsehserie, Folge Bochum Boys)
- 2020: Bettys Diagnose (Fernsehserie, Folge Plan B)
- 2021: Der Lehrer (Fernsehserie, Folge Mit wieviel L schreibt man Bullshit?)
- 2021: Hilfe, ich hab meine Freunde geschrumpft
- 2021: Friedmanns Vier
- 2022: SOKO Köln (Fernsehserie, 3 Folgen)
- seit 2024: Behringer und die Toten – Ein Bamberg-Krimi
  - Feuerteufel
  - Fuchsjagd
  - Antoniusfeuer
  - Romeo
- 2025: WaPo Duisburg (Fernsehserie, Folge Die Postkarte)